# Karkas
Karkas est un personnage de fiction appartenant à l'univers de Marvel Comics. Il est apparu pour la première fois dans Eternals #8, en 1977. Le personnage a été créé par Jack Kirby.

## Biographie du personnage
Le poète Karkas est né à Lémuria, la cité des Déviants. Trop gros et hideux pour ses congénères, il fut réduit en esclavage et obligé de devenir gladiateur.
Un jour, il fut opposé dans un combat contre Ransak le Rejet, lui aussi méprisé pour sa laideur (alors qu'il ressemblait en tout point à un humain). Ransak réussit à battre le colosse rouge. 
Quand Eson le Céleste attaqua, Karkas demanda à Thena asile chez les Éternels. Théna accepta et emmena Ransak et Karkas à Olympia.
Le trio affronta Zakka et Tutinax, et les deux Déviants devinrent vite de bons amis. Karkas, peu violent par nature, se plongea dans les savoirs et les écrits de la bibliothèque des Éternels.
Plus tard, Karkas affronta Thor mais se rangea vite du côté du dieu viking. Il participa à une bataille entre dieux Olympiens et Éternels.
On revit Karkas et Ransak, gardiens de la Cité des Éternels. Ils aidèrent Thor à rejoindre la cité de Lémuria pour récupérer un puissant artefact destructeur volé auparavant par Ereshkigal.

## Pouvoirs et capacités
- Karkas, malgré son apparence hideuse, est encore un adolescent.
- Véritable colosse glabre, il mesure 2,5 m et pèse plus de 600 kg. Sa peau rouge est plus épaisse que celle d'un éléphant et résiste à des tirs d'obus. Il récupère deux fois plus vite qu'un être humain.
- Sa condition de Déviant et sa taille lui confère une force immense. Il peut soulever près de 25 tonnes. Sa force pourrait augmenter avec les années.
- Karkas se souvient de tout ce qu'il voit ou lit, et il est particulièrement doué en philosophie.
- Sa principale faiblesse vient de sa mobilité et de ses réflexes, bien inférieures à un homme. De même, ses mains ont 6 doigts griffus mais pas de pouce opposable, ce qui le gène dans la manipulation d'objets.